# Roberto Ronca
Roberto Ronca (Roma, 23 febbraio 1901 – Roma, 25 settembre 1977) è stato un arcivescovo cattolico italiano, fondatore del movimento politico Civiltà Italica e del partito romano.

## Biografia
Studiò ingegneria alla Sapienza di Roma dove si laureò nel 1923. Fu ordinato presbitero il 7 aprile 1928.
Dal 1933 al 1948 svolse il ministero di rettore del Pontificio Seminario Romano Maggiore.
Nel 1946 fondò il movimento politico cristiano e anticomunista Civiltà Italica, che ebbe una parte importante nella campagna elettorale che precedette le elezioni del 18 aprile 1948. Diresse Civiltà Italica fino al 1955.
Eletto il 21 giugno 1948 prelato nullius di Pompei con il titolo di arcivescovo titolare di Lepanto, fu ordinato l'11 luglio.
Lasciò, nel 1955, il governo della prelatura e, tornato a Roma, venne nominato, da Pio XII, canonico vaticano.
Dal 5 febbraio 1962 al 31 marzo 1976 fu ispettore dei cappellani presso il Ministero di Grazia e Giustizia, incarico che ricoprì insieme a quello di cappellano del Carcere di Regina Coeli.
Durante il Concilio Vaticano II fu esponente dell'ala conservatrice del Coetus Internationalis Patrum e si oppose al cardinal Montini anche dopo che divenne papa con il nome di Paolo VI.
Fondò due istituti religiosi: gli Oblati e le Oblate della Madonna del Rosario. Nel periodo dell'occupazione nazista ospitò coraggiosamente alcuni antifascisti.
Morì il 25 settembre 1977 a Roma.

## Genealogia episcopale
La genealogia episcopale è:
- Cardinale Scipione Rebiba
- Cardinale Giulio Antonio Santori
- Cardinale Girolamo Bernerio, O.P.
- Arcivescovo Galeazzo Sanvitale
- Cardinale Ludovico Ludovisi
- Cardinale Luigi Caetani
- Cardinale Ulderico Carpegna
- Cardinale Paluzzo Paluzzi Altieri degli Albertoni
- Papa Benedetto XIII
- Papa Benedetto XIV
- Papa Clemente XIII
- Cardinale Marcantonio Colonna
- Cardinale Giacinto Sigismondo Gerdil, B.
- Cardinale Giulio Maria della Somaglia
- Cardinale Carlo Odescalchi, S.I.
- Cardinale Costantino Patrizi Naro
- Cardinale Lucido Maria Parocchi
- Papa Pio X
- Papa Benedetto XV
- Papa Pio XII
- Cardinale Giuseppe Pizzardo
- Arcivescovo Roberto Ronca